# Ferrari 340 America
La 340 America è un'autovettura Ferrari della famiglia «America», prodotta dal 1950 al 1952 e allestita inizialmente dalla carrozzeria Touring di Milano, poi anche da Ghia e da Vignale, nelle forme berlinetta e barchetta. Il primo esemplare Touring richiamava le linee della 166 MM, benché fosse una berlinetta, ma le versioni meglio riuscite sono considerate quelle di Ghia e Vignale.

## Il contesto
Già dal nome si capisce quali fossero le ambizioni di questo modello. La casa di Maranello intendeva infatti con questa versione sportiva di lusso far breccia tra gli appassionati di motori oltre oceano. Nel 1951 infatti il mercato americano diventava ogni anno sempre più importante, e Enzo Ferrari lo aveva intuito subito.

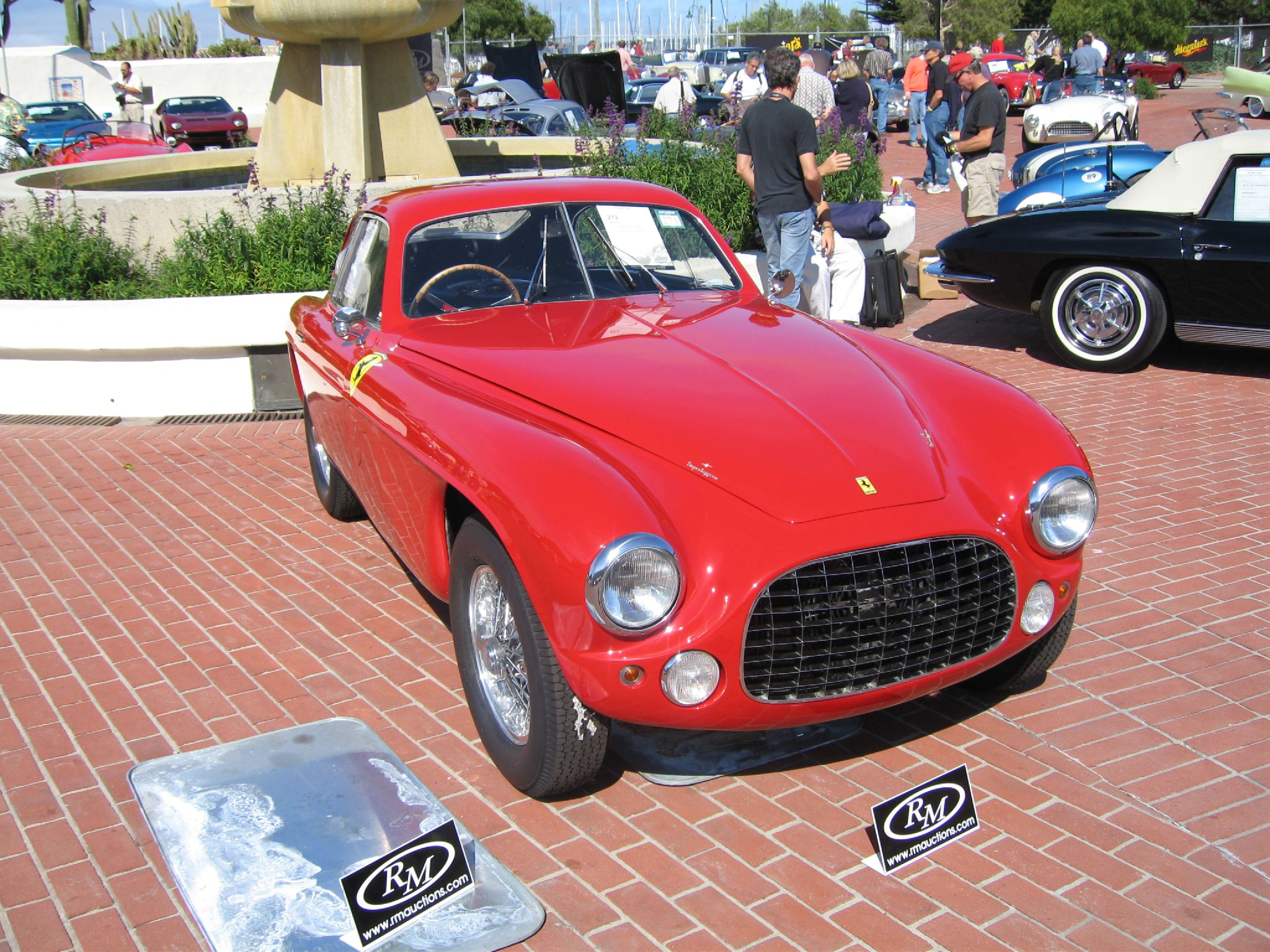
340 America del 1951

Questo modello, derivato dalla 340 F1, venne presentato il 5 ottobre 1951 al salone di Parigi, in colore nero con interni verde scuro. Ben presto riscosse molto successo tra gli appassionati, smuovendo i sogni di quei pochi che avevano la possibilità di guidare tutti i giorni una vettura di derivazione assolutamente "corsaiola". La presentazione ufficiale avvenne però nell'anno successivo al salone di Torino, dove per celebrare l'evento fu chiamato lo stesso Aurelio Lampredi, progettista del poderoso motore a 4 litri.

## Attività sportiva
Come banco di prova venne preso il tracciato della Mille Miglia, che vide impiegate quattro 340, tre affidate a Vittorio Marzotto, Alberto Ascari e Dorino Serafini, e una nella versione coupé carrozzata Vignale per l'equipaggio Gigi Villoresi - Pasquale Cassani. Furono proprio questi ultimi due ad ingaggiare un'aspra lotta con la Lancia Aurelia B20 di Giovanni Bracco e Umberto Maglioli, che pur avendo un'auto molto meno potente della Ferrari (solo 1991 cc di cilindrata), sui tratti misti faceva valere le proprie doti di stabilità e maneggevolezza. La 340, in difficoltà sui tratti tortuosi, si avvantaggiava sui rettilinei del percorso, sul litorale Adriatico e in pianura, riuscendo poi a prevalere sul traguardo.

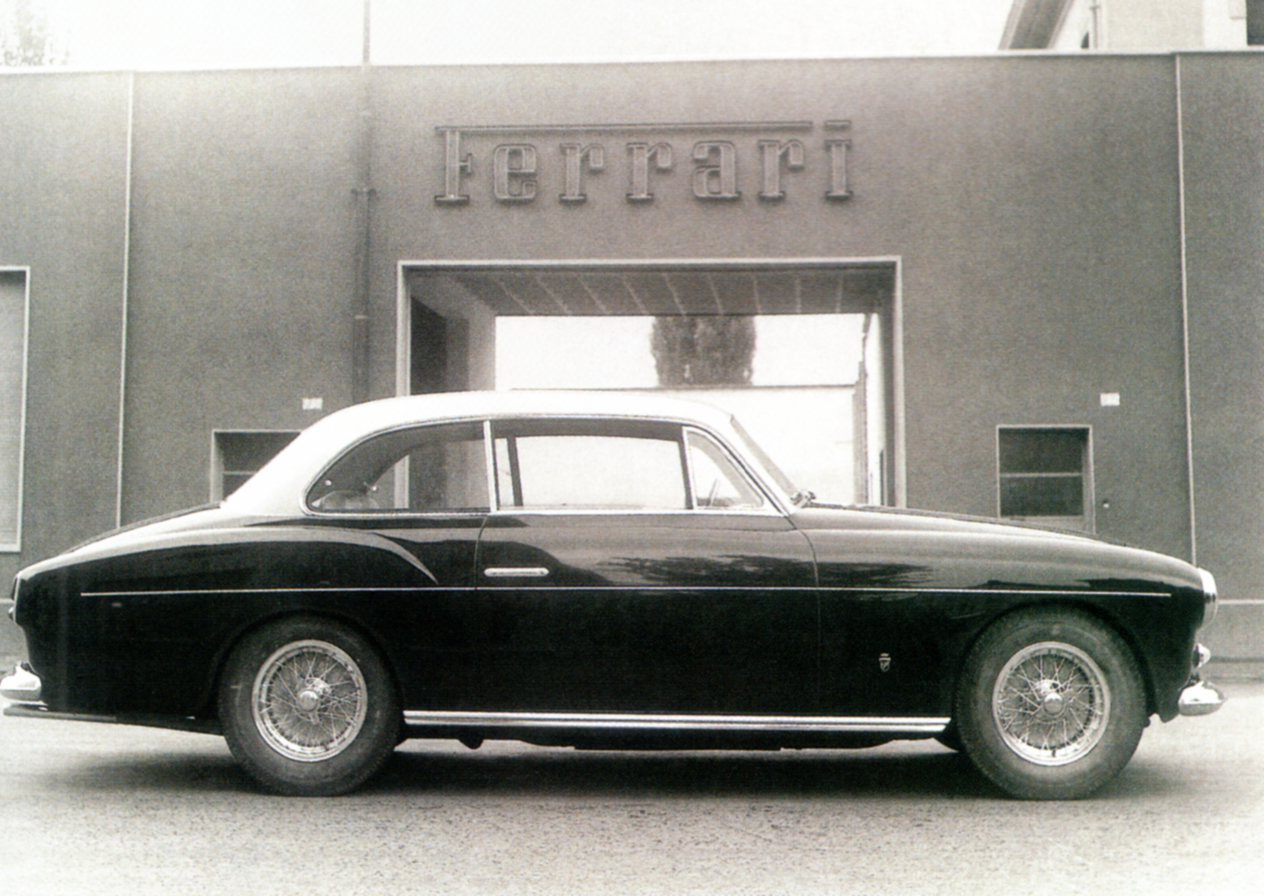
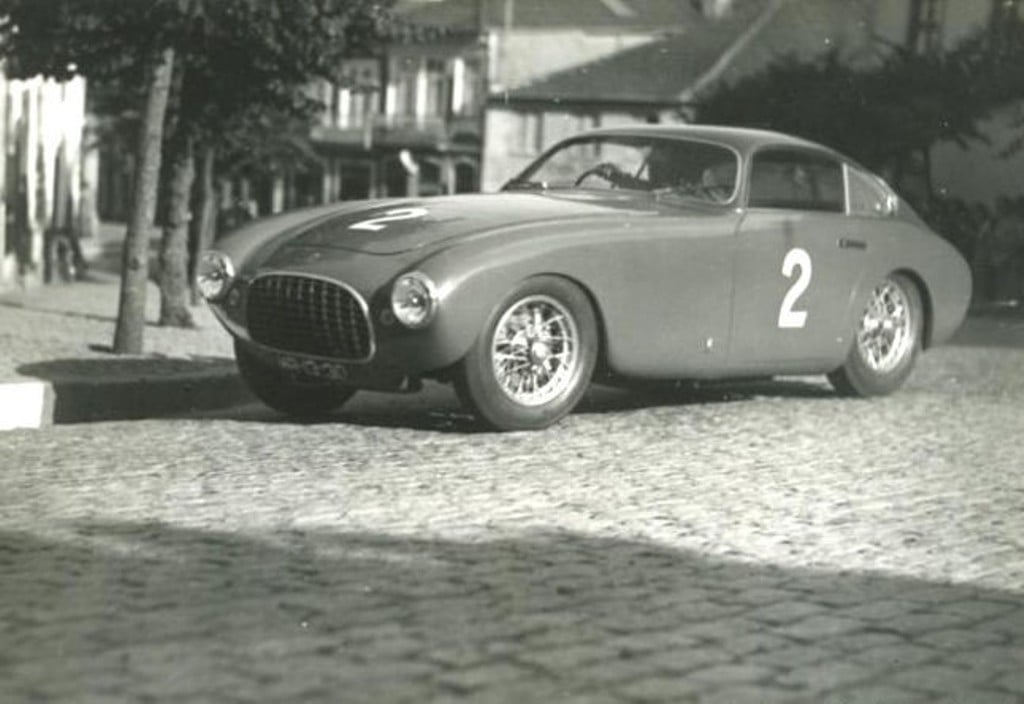
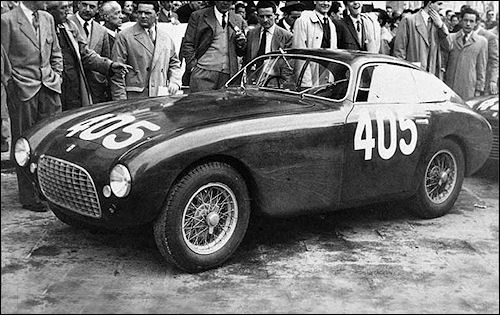
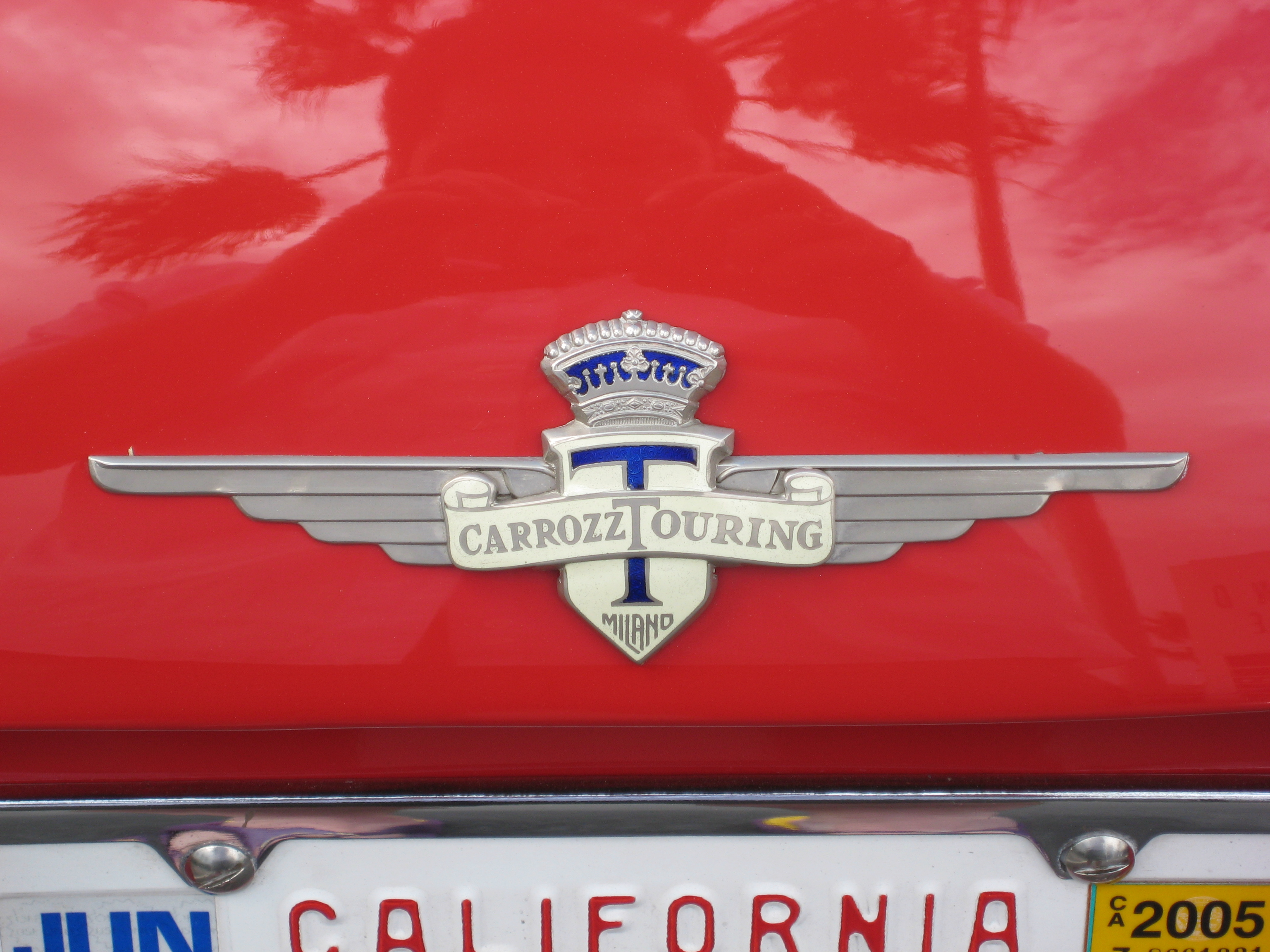
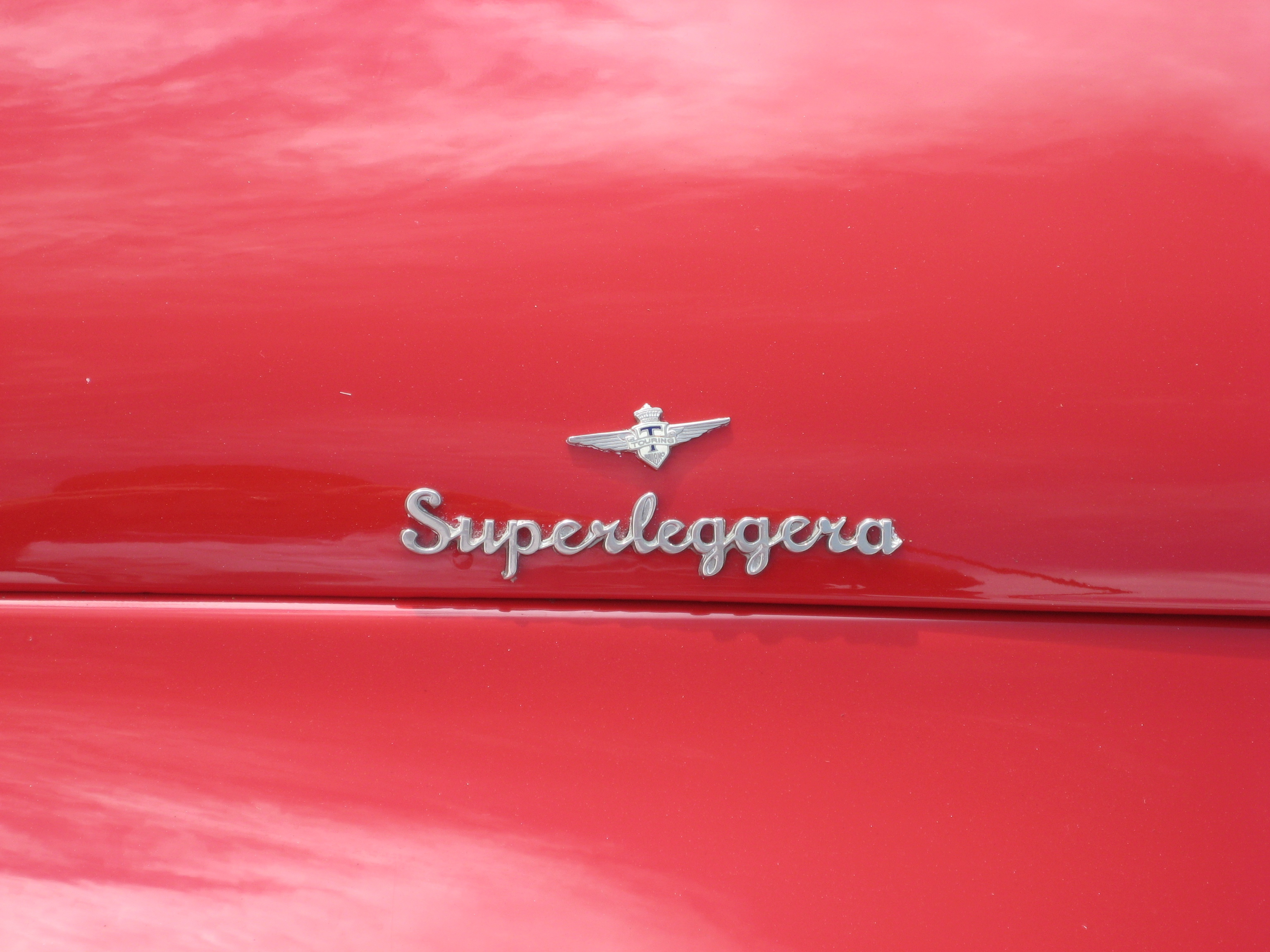
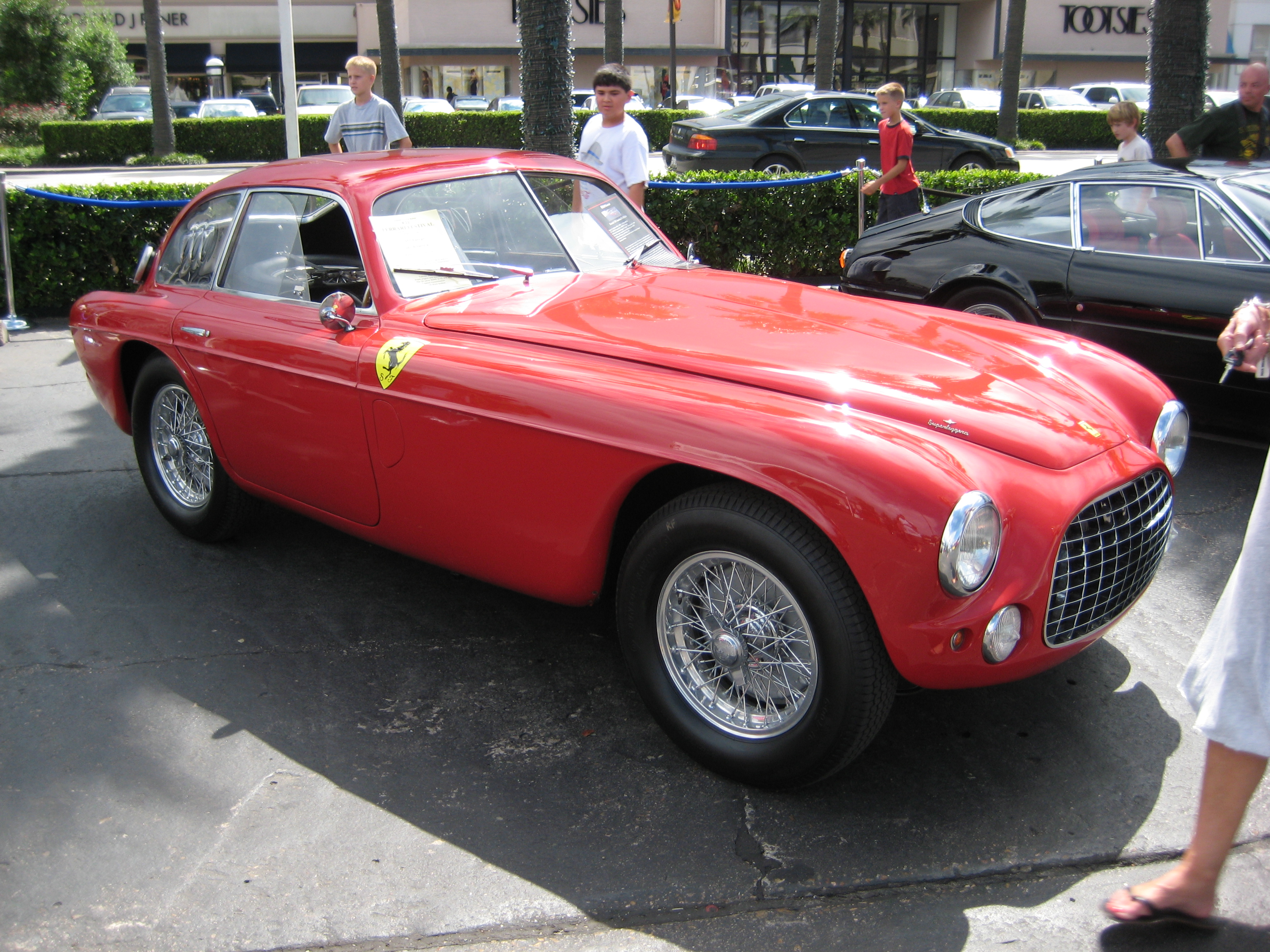
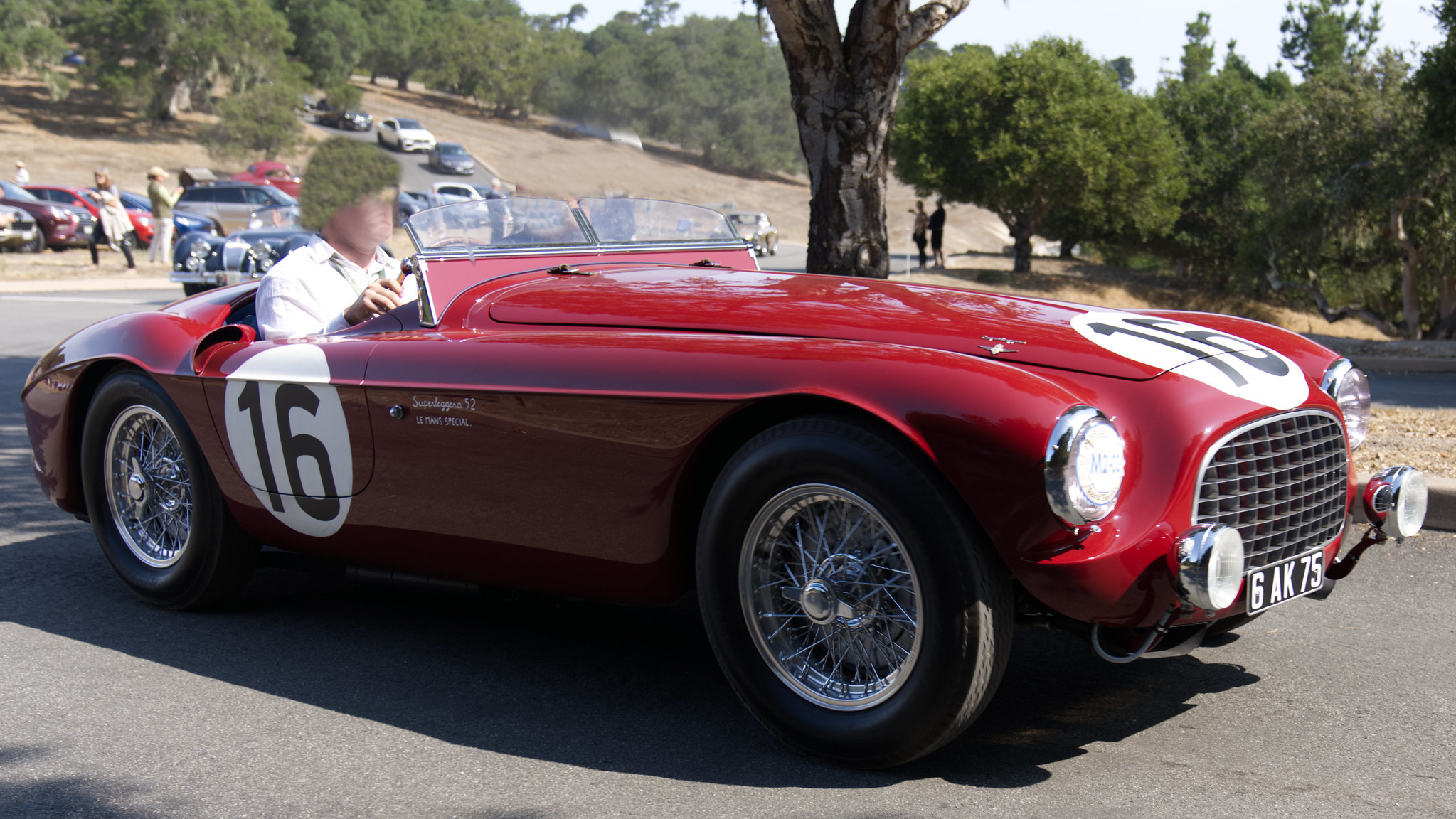
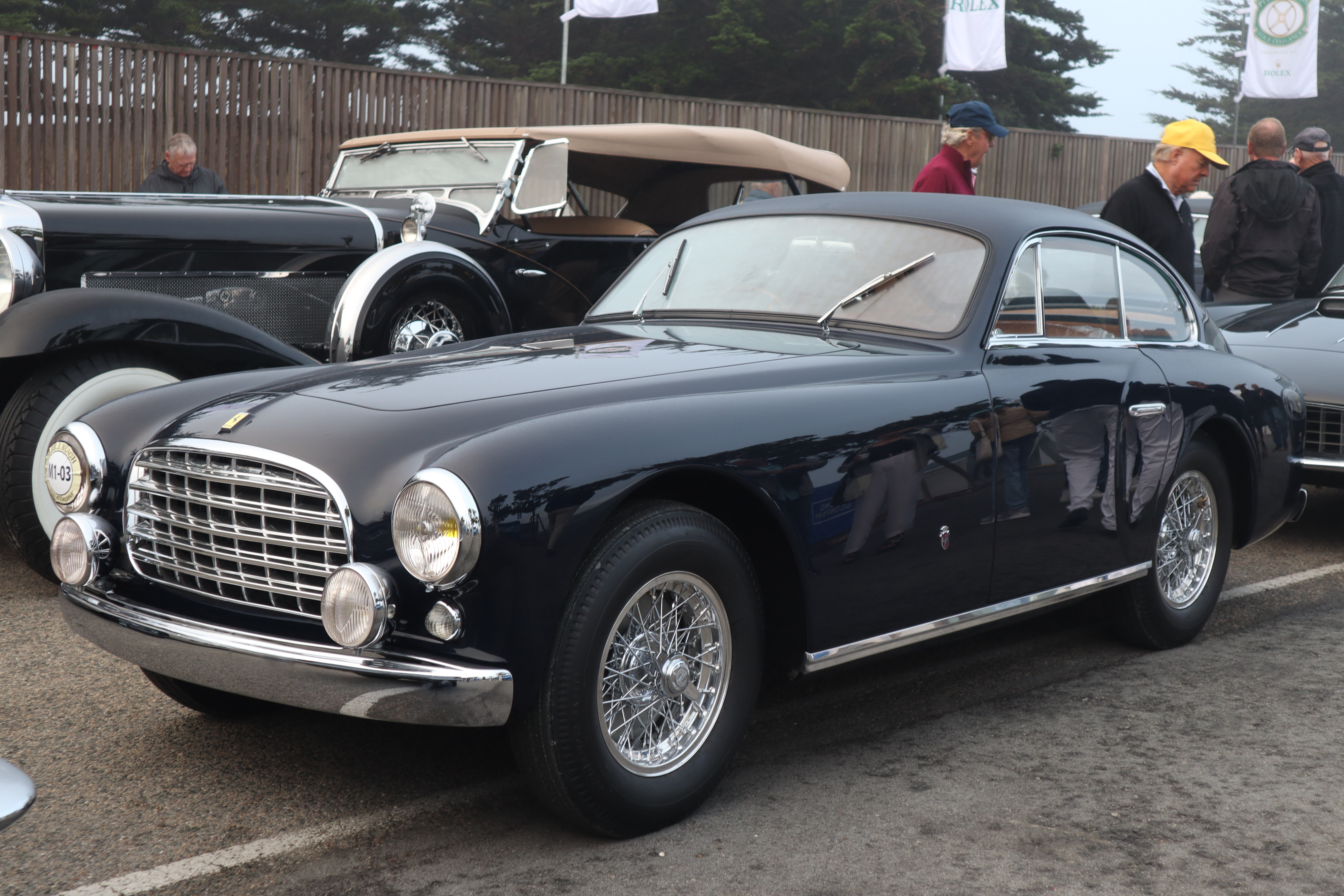
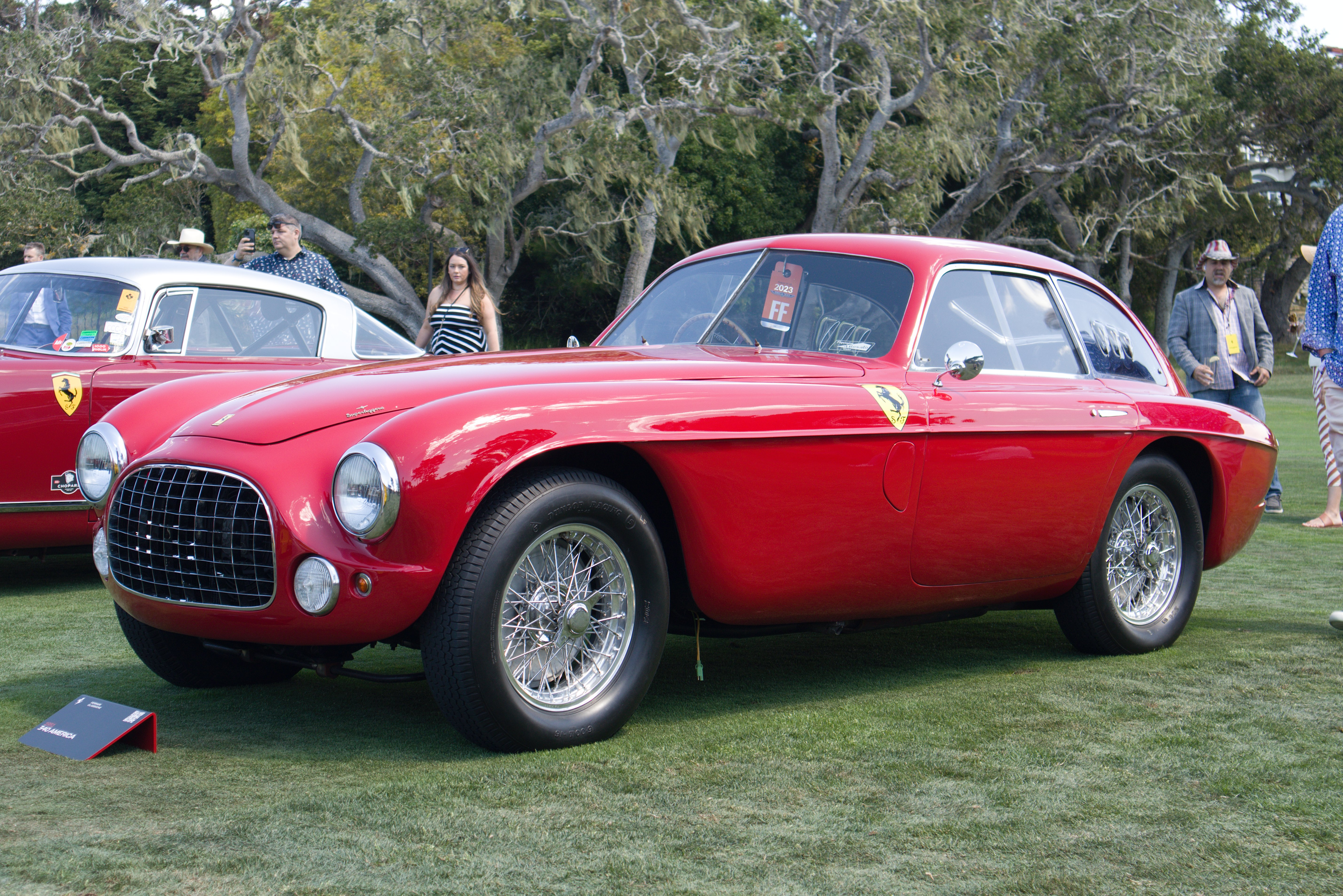
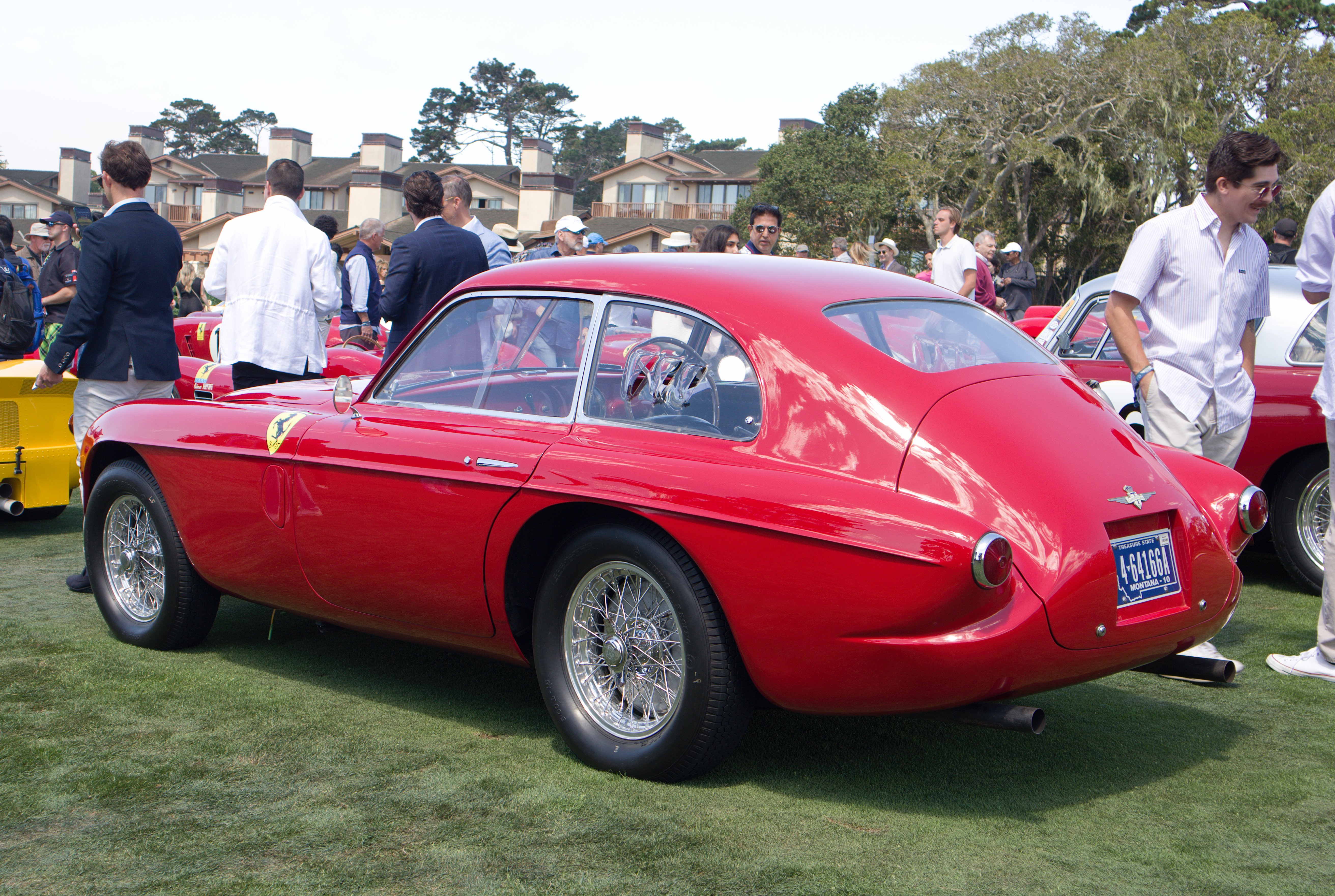
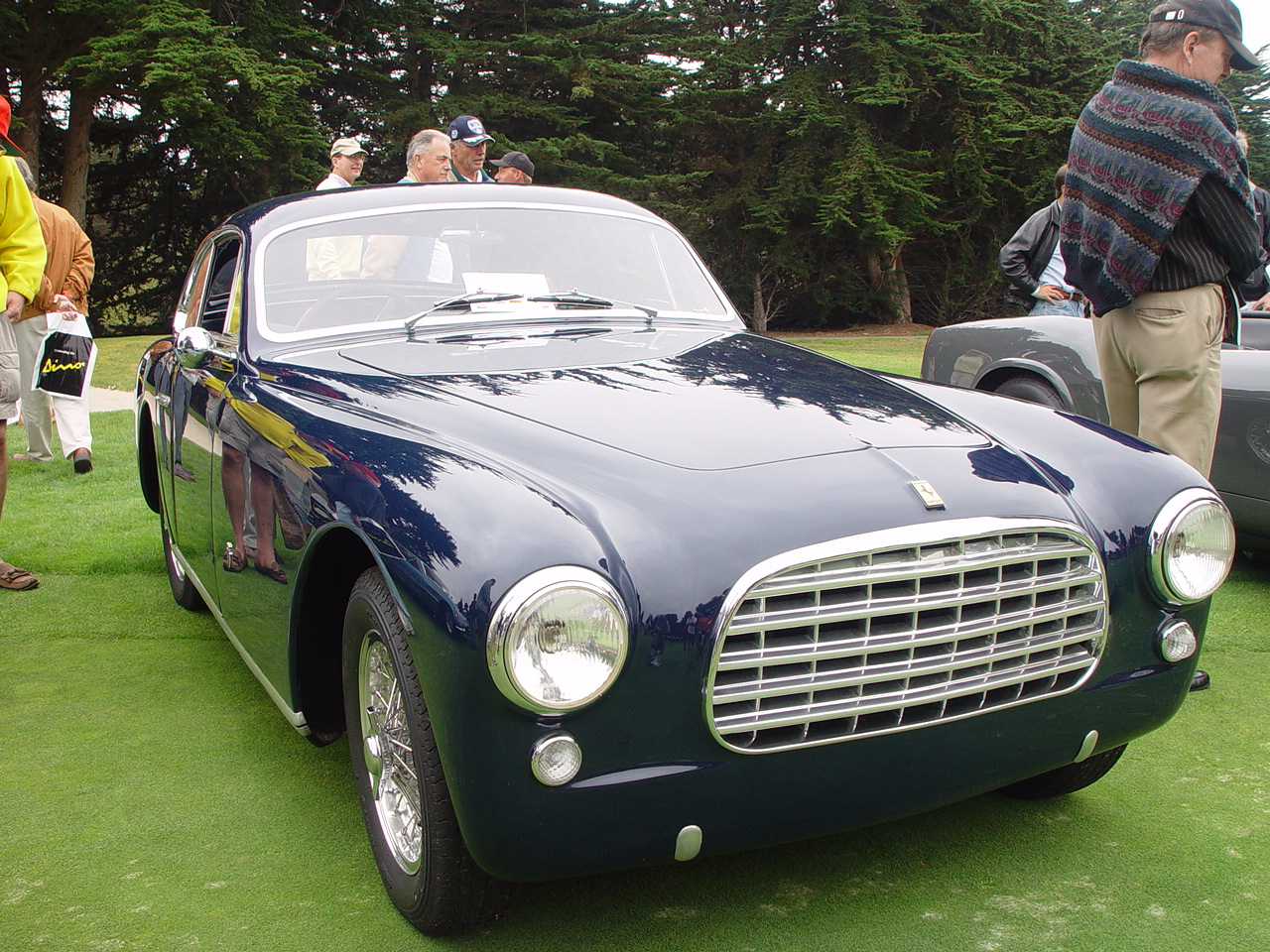
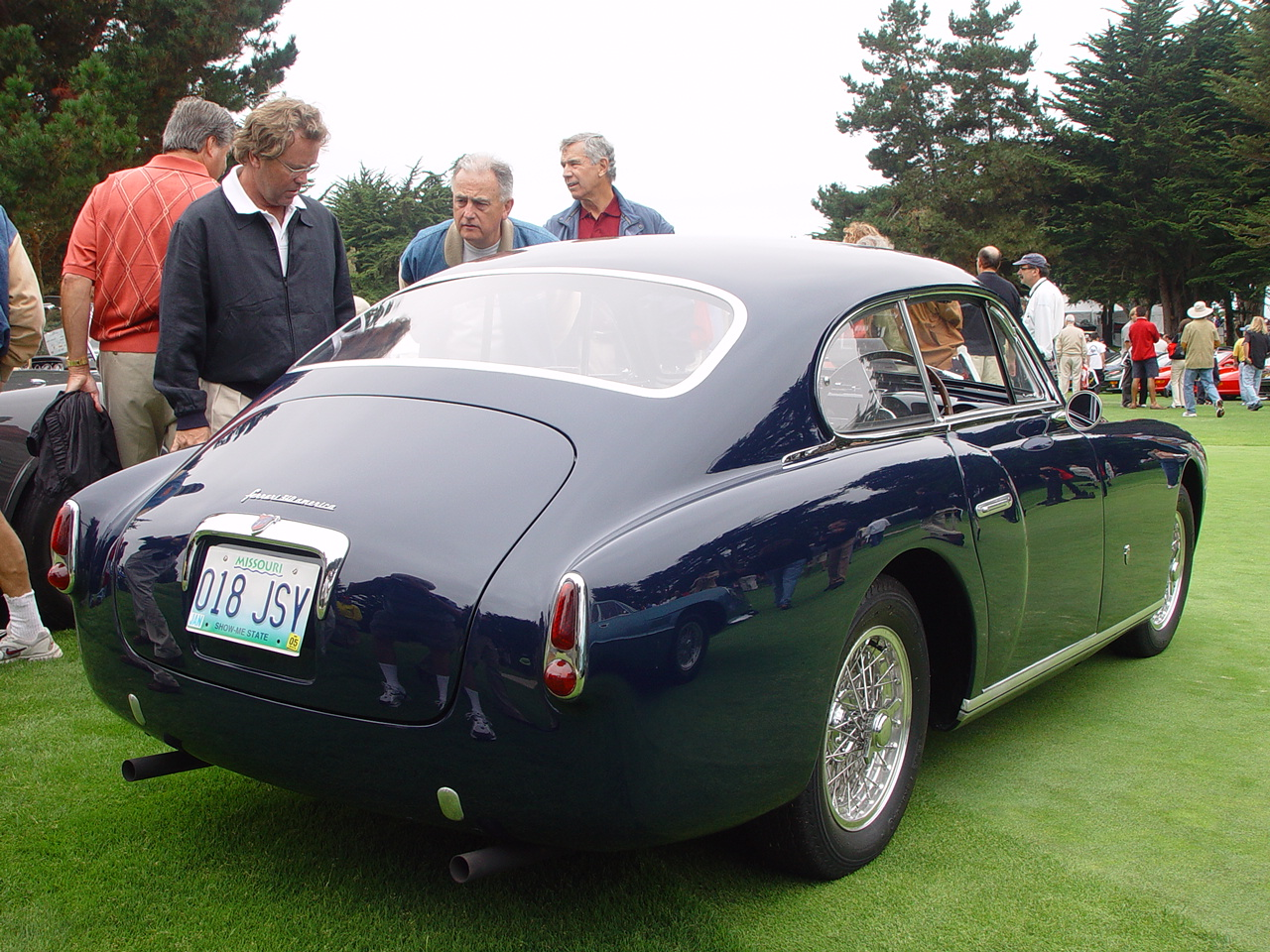
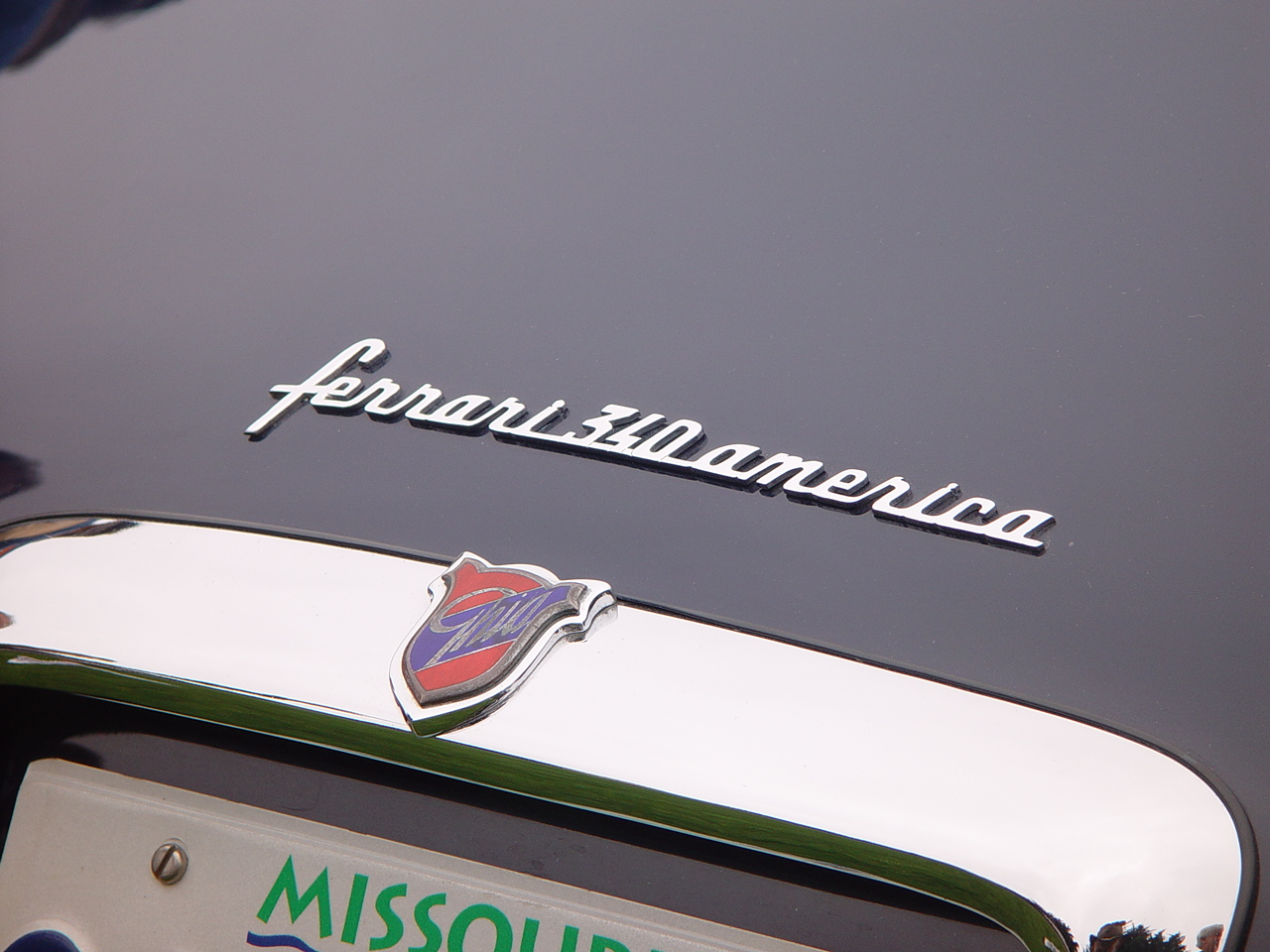
"ferrari 340 america" Ghia
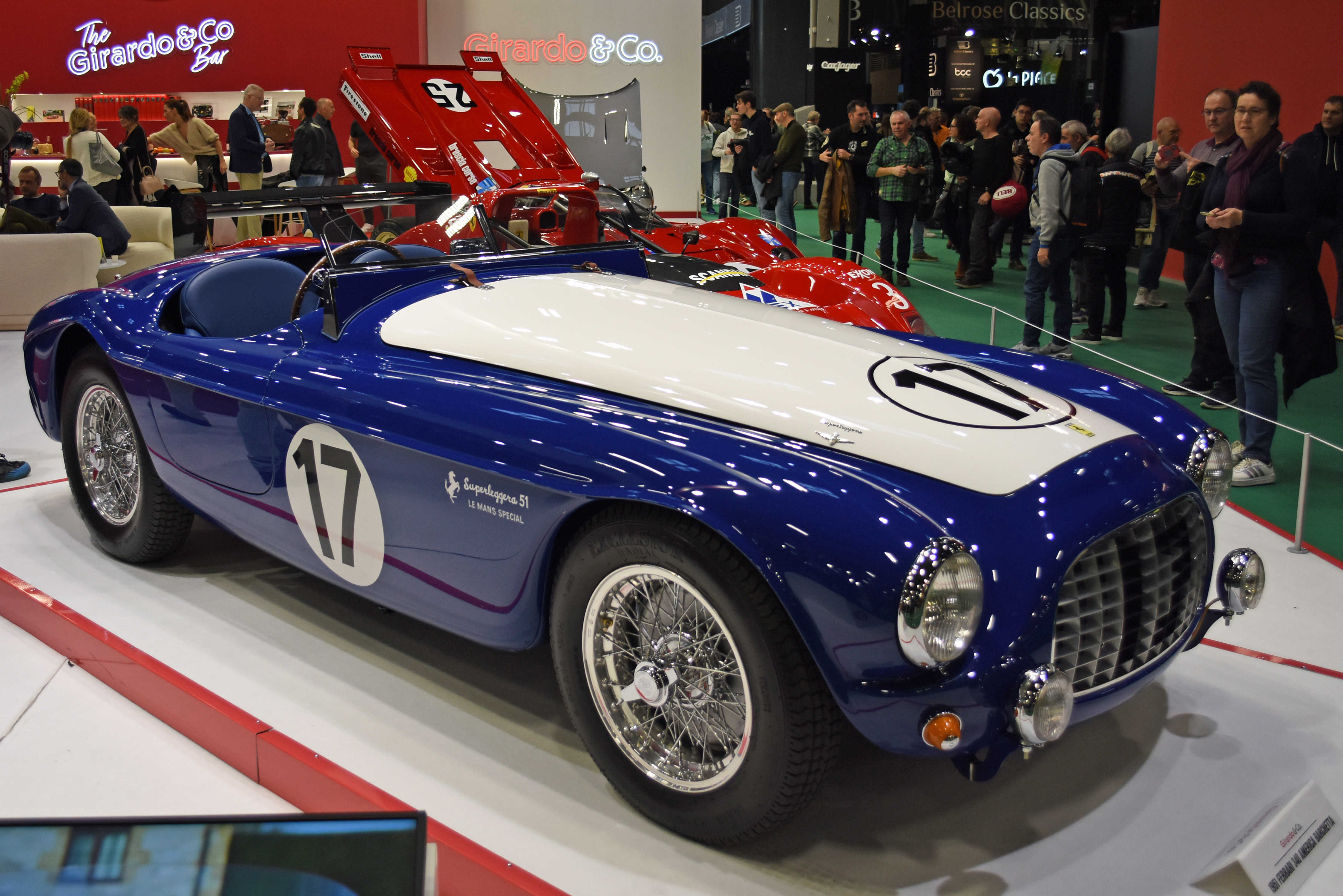
Una Touring 340 America Barchetta (s/n 0118A) del 1951 "Superleggera 51 Le Mans Special"
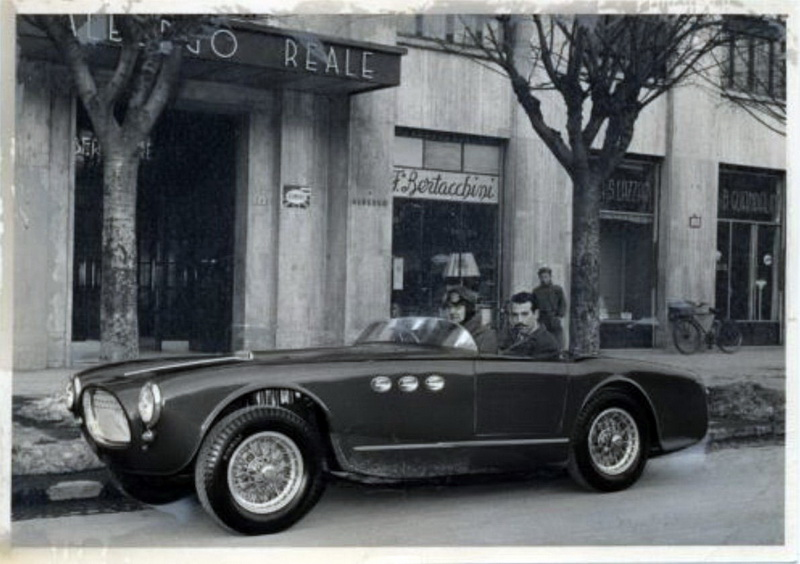
Una 340 di Vignale del 1952, a Modena nel '53, guida il pilota svedese Severt Sundberg[1] e il passeggero è lo storico Ferrari Hans Tanner.
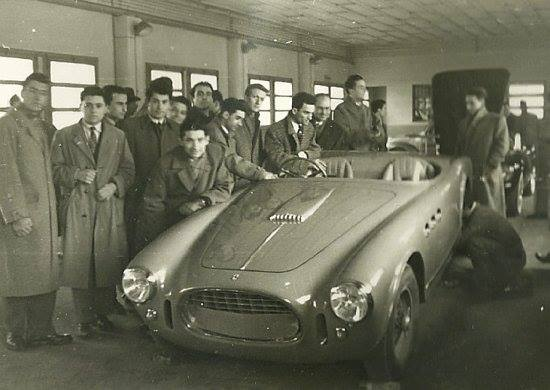
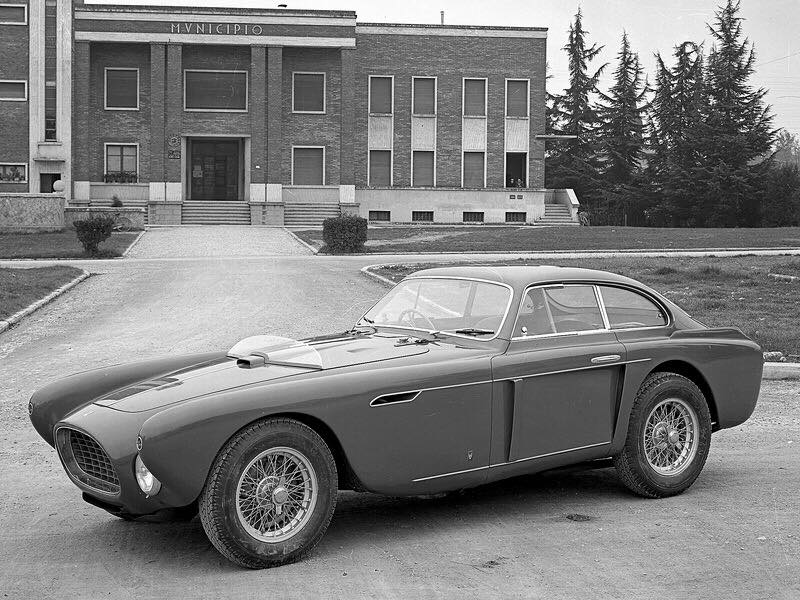

## Caratteristiche tecniche
| Caratteristiche tecniche - Ferrari 340 America                     | Caratteristiche tecniche - Ferrari 340 America | Caratteristiche tecniche - Ferrari 340 America | Caratteristiche tecniche - Ferrari 340 America | Caratteristiche tecniche - Ferrari 340 America | Caratteristiche tecniche - Ferrari 340 America |
| ------------------------------------------------------------------ | --- | --- | --- | --- | --- |
|                                                                    | | | | | |
| Configurazione                                                     | | | | | |
| Carrozzeria: Berlinetta                                            | Carrozzeria: Berlinetta | Posizione motore: anteriore, longitudinale | Posizione motore: anteriore, longitudinale | Trazione: posteriore | Trazione: posteriore |
| Meccanica                                                          | | | | | |
| Tipo motore: 12 cilindri V (60°), raffreddato a liquido            | Tipo motore: 12 cilindri V (60°), raffreddato a liquido | Tipo motore: 12 cilindri V (60°), raffreddato a liquido | Cilindrata: (Alesaggio x Corsa 80 x 68 mm); unitaria 341,80, totale 4101,66 cm³                                                                            | Cilindrata: (Alesaggio x Corsa 80 x 68 mm); unitaria 341,80, totale 4101,66 cm³                                                                            | Cilindrata: (Alesaggio x Corsa 80 x 68 mm); unitaria 341,80, totale 4101,66 cm³                                                                            |
| Distribuzione: 2 valvole per cilindro, monoalbero a camme in testa | Distribuzione: 2 valvole per cilindro, monoalbero a camme in testa                                                                                         | Distribuzione: 2 valvole per cilindro, monoalbero a camme in testa                                                                                         | Alimentazione: 3 carburatori Weber 40DCF | Alimentazione: 3 carburatori Weber 40DCF | Alimentazione: 3 carburatori Weber 40DCF |
| Prestazioni motore                                                 | Potenza: 220 CV a 6000 giri/minuto; potenza specifica 53,6 CV/litro, Rapporto peso/potenza 3,9 kg/CV                                                       | Potenza: 220 CV a 6000 giri/minuto; potenza specifica 53,6 CV/litro, Rapporto peso/potenza 3,9 kg/CV                                                       | Potenza: 220 CV a 6000 giri/minuto; potenza specifica 53,6 CV/litro, Rapporto peso/potenza 3,9 kg/CV                                                       | Potenza: 220 CV a 6000 giri/minuto; potenza specifica 53,6 CV/litro, Rapporto peso/potenza 3,9 kg/CV                                                       | Potenza: 220 CV a 6000 giri/minuto; potenza specifica 53,6 CV/litro, Rapporto peso/potenza 3,9 kg/CV                                                       |
| Frizione: monodisco a secco                                        | Frizione: monodisco a secco | Frizione: monodisco a secco | Cambio: in blocco col motore a 5 rapporti + RM | Cambio: in blocco col motore a 5 rapporti + RM | Cambio: in blocco col motore a 5 rapporti + RM |
| Telaio                                                             | | | | | |
| Corpo vettura                                                      | longheroni e traverse | longheroni e traverse | longheroni e traverse | longheroni e traverse | longheroni e traverse |
| Sospensioni                                                        | anteriori: Ruote indipendenti, balestra trasversale, ammortizzatori idraulici / posteriori: Ponte rigido, balestre longitudinali, ammortizzatori idraulici | anteriori: Ruote indipendenti, balestra trasversale, ammortizzatori idraulici / posteriori: Ponte rigido, balestre longitudinali, ammortizzatori idraulici | anteriori: Ruote indipendenti, balestra trasversale, ammortizzatori idraulici / posteriori: Ponte rigido, balestre longitudinali, ammortizzatori idraulici | anteriori: Ruote indipendenti, balestra trasversale, ammortizzatori idraulici / posteriori: Ponte rigido, balestre longitudinali, ammortizzatori idraulici | anteriori: Ruote indipendenti, balestra trasversale, ammortizzatori idraulici / posteriori: Ponte rigido, balestre longitudinali, ammortizzatori idraulici |
| Freni                                                              | anteriori: a tamburo / posteriori: a tamburo | anteriori: a tamburo / posteriori: a tamburo | anteriori: a tamburo / posteriori: a tamburo | anteriori: a tamburo / posteriori: a tamburo | anteriori: a tamburo / posteriori: a tamburo |
| Pneumatici                                                         | anteriori 6,40-15 - posteriori 6,40-15 | anteriori 6,40-15 - posteriori 6,40-15 | anteriori 6,40-15 - posteriori 6,40-15 | anteriori 6,40-15 - posteriori 6,40-15 | anteriori 6,40-15 - posteriori 6,40-15 |
| Prestazioni dichiarate                                             | | | | | |
| Velocità: 240 km/h                                                 | Velocità: 240 km/h | Velocità: 240 km/h | Accelerazione: | Accelerazione: | Accelerazione: |
| Altro                                                              | | | | | |
| Rapporto di compressione                                           | 8:1 | 8:1 | 8:1 | 8:1 | 8:1 |